# Уоллис, Аннабелль
Аннабелль Уоллис (англ. Annabelle Wallis; род. 5 сентября 1984) — британская актриса, племянница актёра Ричарда Харриса. Среди самых известных её ролей — королева Джейн Сеймур в третьем сезоне телесериала «Тюдоры», Грейс Берджесс в драматическом сериале BBC «Острые козырьки», Миа Форм в фильме ужасов «Проклятие Аннабель» и Дженни Хэлси в приключенческом боевике «Мумия».

## Биография и карьера
Аннабелль Уоллис родилась в Оксфорде, Великобритания, но выросла в Португалии. Свободно владеет французским, португальским и испанским языками.
Карьеру актрисы начала в 2002 году, участвуя в независимых кинопроектах. Её первой значительной работой стала роль Софи в болливудском фильме 2005 года «Как сердце подскажет».
В 2009 году актриса была приглашена на роль Джейн Сеймур в популярном телесериале канала Showtime «Тюдоры», после того как Анита Брием, исполнявшая прежде эту роль, покинула шоу по окончании второго сезона. Уоллис приняла участие в съёмках четырёх эпизодов третьего сезона.
В 2011 году актрису можно было увидеть в супергеройском боевике «Люди Икс: Первый класс», а в 2014 году — в фильме ужасов «Проклятие Аннабель». За свою роль в хорроре Уоллис была номинирована на премию «MTV Movie Awards» в категории «Лучший испуг». Кроме того, с 2013 по 2019 год Уоллис сыграла в 13 эпизодах криминального драматического сериала «Острые козырьки».
В 2016 году Уоллис снялась в фильме «Братья из Гримсби». Два года спустя актриса вернулась к комедийному жанру, сыграв в картине «Ты водишь!» в компании таких актёров, как Эд Хелмс, Джереми Реннер и Джон Хэмм. В 2017 году Аннабель можно было увидеть в приключенческом фэнтези «Меч короля Артура», а также в фильме «Мумия» с Томом Крузом.
В 2019 году на Showtime состоялась премьера сериала «Самый громкий голос», в основном актёрском составе которого состояла Аннабель. В 2021 году в прокат вышел научно-фантастический боевик «День курка» при участии актрисы. В фильме также снялись Мел Гибсон, Фрэнк Грилло и Наоми Уоттс.

## Личная жизнь
С 2015 по 2017 год состояла в отношениях с музыкантом Крисом Мартином. С 2018 по 2022 год встречалась с актёром Крисом Пайном. В настоящее время состоит в отношениях с американским актёром румынского происхождения Себастьяном Стэном.

## Фильмография
| Год       |    | Русское название                             | Оригинальное название              | Роль                    |
| --------- | -- | -------------------------------------------- | ---------------------------------- | ----------------------- |
| 2005      | ф  | Как сердце подскажет                         | Dil Jo Bhi Kahey...                | Софи Бессон             |
| 2005      | с  | Инспектор Джерико                            | Jericho                            | Лиззи Уэй               |
| 2006      | ф  |                                              | True True Lie                      | Пэйдж                   |
| 2007      | ф  | Стальная ловушка                             | Steel Trap                         | Мелани                  |
| 2007      | тф | Диана: Последние дни принцессы               | Diana: Last Days of a Princess     | Келли Фишер             |
| 2008      | ф  | Совокупность лжи                             | Body of Lies                       | подружка Хани           |
| 2008      | ф  |                                              | Right Hand Drive                   | Рут                     |
| 2009      | тф | Проклятие города призраков                   | Ghost Town                         | Серена                  |
| 2009—2010 | с  | Тюдоры                                       | The Tudors                         | Джейн Сеймур            |
| 2010      | тф | Потерянное будущее                           | The Lost Future                    | Дорел                   |
| 2011      | ф  | МЫ. Верим в любовь                           | W.E.                               | Арабелла Грин           |
| 2011      | с  | Ответный удар                                | Strike Back: Project Dawn          | Дана Ван Рейн           |
| 2011—2012 | с  | Пан Американ                                 | Pan Am                             | Бриджет Пирс            |
| 2011      | ф  | Люди Икс: Первый класс                       | X-Men: First Class                 | Эми                     |
| 2013—2019 | с  | Острые козырьки                              | Peaky blinders                     | Грейс Берджесс          |
| 2013      | ф  | Привет, Картер                               | Hello Carter                       | Келли                   |
| 2014      | с  | Флеминг: человек, который хотел стать Бондом | Fleming: The Man Who Would Be Bond | Мюриэл Райт             |
| 2014      | с  | Мушкетёры                                    | The Musketeers                     | графиня Нинон де Ларрок |
| 2014      | ф  | Проклятие Аннабель                           | Annabelle                          | Миа                     |
| 2015      | ф  | Меч мести                                    | Sword of Vengeance                 | Анна                    |
| 2016      | ф  | Братья из Гримсби                            | Grimsby                            | Лина Смит               |
| 2016      | ф  | Мина                                         | Mine                               | Дженни                  |
| 2016      | ф  | Найди меня, если сможешь                     | Come and Find Me                   | Клэр                    |
| 2017      | ф  | Меч короля Артура                            | King Arthur: Legend of the Sword   | Мэгги                   |
| 2017      | ф  | Мумия                                        | The Mummy                          | Дженни Хэлси            |
| 2017      | ф  | Проклятие Аннабель: Зарождение зла           | Annabelle: Creation                | Миа                     |
| 2018      | ф  | Ты водишь!                                   | Tag                                | Ребекка Кросби          |
| 2018      | с  | Звёздный путь: Короткометражки               | Star Trek: Short Treks             | Зора                    |
| 2019      | с  | Самый громкий голос                          | The Loudest Voice                  | Лори Лун                |
| 2020      | с  | Домашний фильм: Принцесса-невеста            | Home Movie: The Princess Bride     | принцесса Лютик         |
| 2020      | ф  | Бесшумный                                    | Silencing                          | Алиса Густафсон         |
| 2020      | ф  | День курка                                   | Boss Level                         | Элис                    |
| 2020—2022 | с  | Звёздный путь: Дискавери                     | Star Trek: Discovery               | Зора                    |
| 2021      | ф  | Злое                                         | Malignant                          | Мэдисон Митчелл         |
| 2021      | ф  | Тихая ночь                                   | Silent Night                       | Сандра                  |
| 2021      | ф  | Предупреждение                               | Warning                            | Нина                    |
|           | ф  |                                              | The Silence of Mercy               |                         |